# Gustav von Meyern-Hohenberg
Gustav Freiherr von Meyern-Hohenberg (* 10. September 1820 in Calvörde; † 1. März 1878 zu Konstanz) war ein deutscher Dichterjurist, Intendant und Dramatiker.

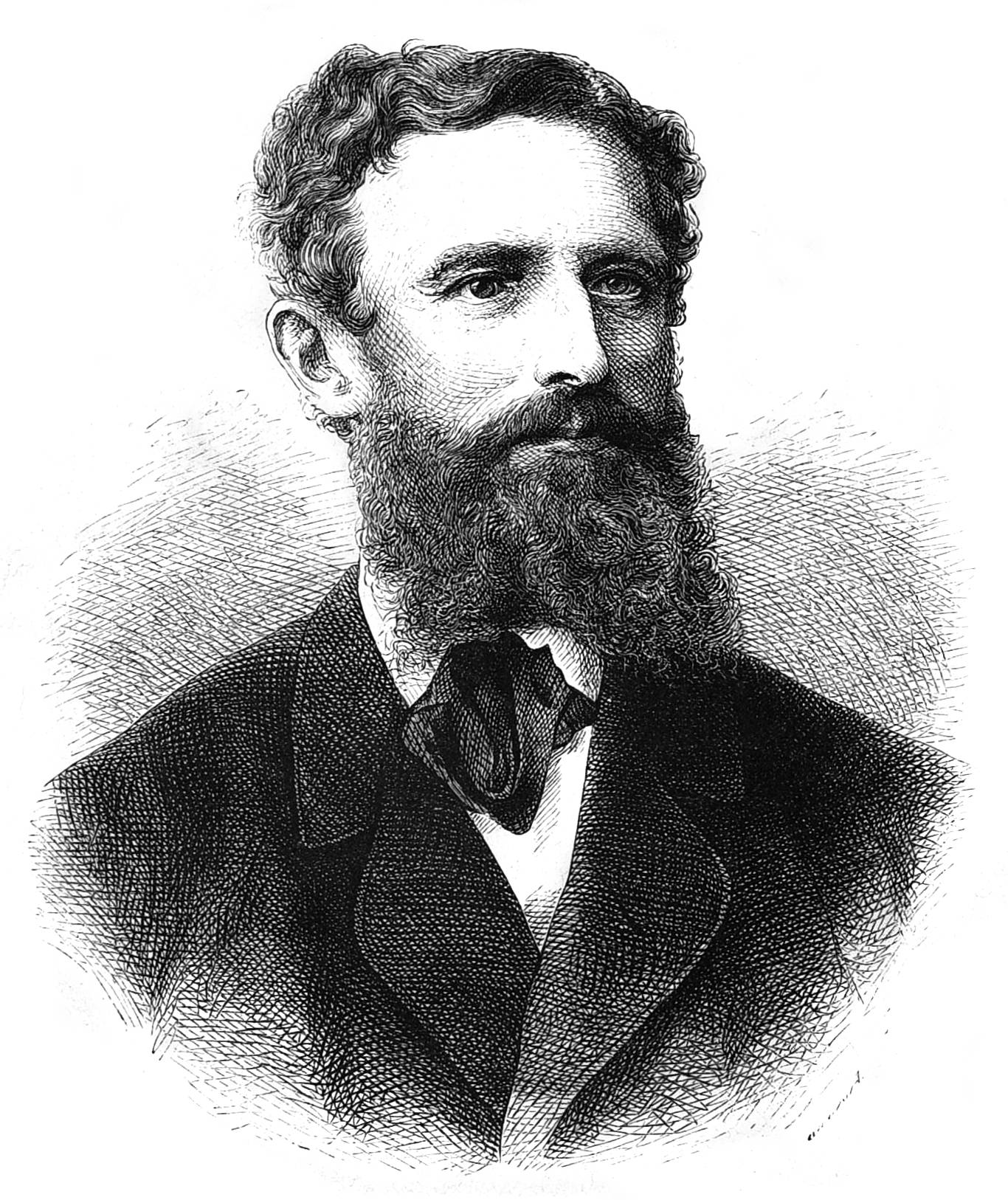
Gustav von Meyern-Hohenberg. Nach einer Photographie auf Holz gezeichnet von Adolf Neumann.

## Leben
Gustav von Meyern entstammte dem ursprünglich vogtländischen Adelsgeschlecht von Meyern, das seit 1815 nach dem Gut Hohenberg in der Altmark den Namen Meyern-Hohenberg trug. Er war ein Sohn des Majors und Amtspächters Leopold von Meyern-Hohenberg (1766–1846) und seiner sehr viel jüngeren Frau Dorothea Sophia, geb. von Brandis (1793–1886). Von 1818 bis 1833 war sein Vater Pächter der braunschweigischen Domäne Calvörde, 1833 erwarb er das Gut Schladen bei Krusemark. Seine Schwester Luise heiratete Nestor von Schlözer und seine Schwester Wilhelmine heiratete Georg Ferdinand von Lepel in dessen dritter Ehe.
Er studierte Rechtswissenschaft an der Georg-August-Universität Göttingen und der  Friedrich-Wilhelm-Universität zu Berlin. Seit 1842 war er Mitglied des Corps Lunaburgia. 1843 trat er in die Zivil- und Hofdienste des Herzogs von Coburg Ernst I. 1848/49 war er Legationssekretär bei der Vertretung des Herzogtums beim Deutschen Bund.
Er wurde Geh. Kabinettsrat und am 4. April 1860 Intendant des herzoglichen Hoftheaters, dem er bis zum 11. September 1868 vorstand. Mit seinen Dramen war er wenig erfolgreich.
Seit dem 25. Januar 1855 war er verheiratet mit Clara Bertha (1836–1930), geb. von Alvensleben, der Tochter des Generalmajors und Hofmarschalls Busso XVI. von Alvensleben und seiner Frau Juliane, geb. von Bissing-Kornatowski (1804–1889). Das Paar hatte fünf Kinder, drei Söhne und zwei Töchter.

## Auszeichnungen
- Franz-Joseph-Orden, Komturkreuz[4]

## Werke
- Ein Kaiser (1857)
- Heinrich von Schwerin, Schauspiel in 5 Akten (1859)[5]
- Ein Kind des Elsaß, Drama in 2 Akten (1873)
- Das Ehrenwort, Schauspiel in 5 Akten (1873)
- Das Haus Posa, Schauspiel in 5 Akten (1874)
- Die Cavaliere, Schauspiel in 5 Akten (1874)
- Welfenlied (1854)